# Không quân Quân Giải phóng Nhân dân Lào
Không quân Quân Giải phóng Nhân dân Lào (LPLAAF) là lực lượng không quân của Lào.

## Lịch sử
Không quân Quân Giải phóng Nhân dân Lào được thành lập vào năm 1976 tiền thân là hãng hàng không Lào (Lao Aviation) do người Pháp tạo ra và sau này trở thành Không quân Hoàng gia Lào. Lực lượng du kích Pathet Lào rồi lực lượng đảo chính dưới quyền Kong Le đã bắt đầu sử dụng một vài máy bay từ năm 1960. Đội quân của Kong Le về sau được hợp lại thành Không quân Hoàng gia Lào. Tới khi phe cộng sản lên nắm quyền vào năm 1975, mới đổi sang tên gọi như hiện nay.
Thỏa thuận hợp tác quân sự với Nga vào năm 1997 đưa đến kết quả phía Nga giao lại 12 chiếc trực thăng Mil Mi-17 cho quân chủng vào giữa năm 1999 nối tiếp việc chuyển giao từ trước mấy chiếc Mi-8. Hệ thống SAM cũng được đưa vào phục vụ như SA-3 'Goa' và SA-7B 'Grail'.

## Căn cứ
Không quân Quân Giải phóng Nhân dân Lào hoạt động từ hai căn cứ chính - Viêng Chăn và Phonsavan - với ba căn cứ khác được những đơn vị tăng phái từ các đơn vị chính hỗ trợ. Ngoài các căn cứ không quân chính, cũng có một số sân bay nhỏ hơn và các sân bay trên toàn quốc thường xuyên được Không quân và hãng hàng không bán quân sự Lao Airlines sử dụng. Năm 1961 Lào đã có 25 đường băng có khả năng tiếp nhận một chiếc C-47.
- Sân bay quốc tế Wattay
- Long Cheng
- Sân bay quốc tế Pakse
- Sân bay Xieng Khouang

## Lực lượng máy bay

### Lực lượng máy bay hiện nay
| Máy bay                       | Nguồn gốc                     | Loại                            | Phiên bản                     | Số lượng                      | Chú thích |                               |
| Máy bay phản lực đa chức năng | Máy bay phản lực đa chức năng | Máy bay phản lực đa chức năng   | Máy bay phản lực đa chức năng | Máy bay phản lực đa chức năng | Máy bay phản lực đa chức năng | Máy bay phản lực đa chức năng |
| ----------------------------- | ----------------------------- | ------------------------------- | ----------------------------- | ----------------------------- | --- | ----------------------------- |
| Yakovlev Yak-130              | Nga                           | Máy bay huấn luyện đa chức năng |                               | 3                             | 6 đang đặt hàng1 chiếc gặp tai nạn trong khi bay huấn luyện tại tỉnh Xiêng Khoảng, ngày 4 tháng 10 năm 2024. Hai phi công thiệt mạng. |                               |
| K-8W                          | Trung Quốc                    | Máy bay huấn luyện đa chức năng |                               | 4                             | |                               |
| Máy bay vận tải               |                               |                                 |                               |                               | |                               |
| Antonov An-26                 | Nga                           | Máy bay vận tải                 |                               | 1                             | |                               |
| Xian MA60                     | Trung Quốc                    | Máy bay vận tải                 |                               | 2                             | |                               |
| Máy bay trực thăng            |                               |                                 |                               |                               | |                               |
| Bell UH-1                     | Hoa Kỳ                        | Trực thăng đa chức năng         |                               | 4                             | |                               |
| Harbin Z-9                    | Trung Quốc                    | Trực thăng đa chức năng         |                               | 4                             | |                               |
| Mil Mi-17                     | Nga                           | Trực thăng vận tải/đa chức năng |                               | 3                             | |                               |
| Mil Mi-26                     | Nga                           | Trực thăng vận tải hạng nặng    |                               | 1                             | |                               |
| Kamov Ka-27                   | Nga                           | Trực thăng đa chức năng         | Ka-32                         | 2                             | |                               |